# Свідсборо (Нью-Джерсі)
Свідсборо (англ. Swedesboro) — місто (англ. borough) в США, в окрузі Глостер штату Нью-Джерсі. Населення — 2711 особа (2020).

## Географія
Свідсборо розташоване за координатами 39°44′45″ пн. ш. 75°18′39″ зх. д. / 39.74583° пн. ш. 75.31083° зх. д. (39.745884, -75.310947).  За даними Бюро перепису населення США в 2010 році місто мало площу 1,96 км², з яких 1,88 км² — суходіл та 0,09 км² — водойми.

## Демографія
Згідно з переписом 2010 року, у селищі мешкали 2584 особи в 938 домогосподарствах у складі 645 родин. Було 1004 помешкання
Расовий склад населення:
| - 69,8 % — білих - 15,0 % — чорних або афроамериканців - 1,4 % — азіатів - 0,6 % — корінних американців - 0,1 % — вихідців з тихоокеанських островів - 9,5 % — осіб інших рас |

До двох чи більше рас належало 3,7 %. Частка іспаномовних становила 17,1 % від усіх жителів.
За віковим діапазоном населення розподілялося таким чином: 27,4 % — особи молодші 18 років, 62,6 % — особи у віці 18—64 років, 10,0 % — особи у віці 65 років та старші. Медіана віку мешканця становила 32,7 року. На 100 осіб жіночої статі у селищі припадало 98,2 чоловіків;  на 100 жінок у віці від 18 років та старших — 95,1 чоловіків також старших 18 років.
Середній дохід на одне домашнє господарство  становив 81 052 долари США (медіана — 75 595), а середній дохід на одну сім'ю — 92 450 доларів (медіана — 86 250). За межею бідності перебувало 6,4 % осіб, у тому числі 4,6 % дітей у віці до 18 років та 8,7 % осіб у віці 65 років та старших.
Цивільне працевлаштоване населення становило 1310 осіб. Основні галузі зайнятості: освіта, охорона здоров'я та соціальна допомога — 25,3 %, виробництво — 13,1 %, роздрібна торгівля — 11,1 %, мистецтво, розваги та відпочинок — 10,0 %.